# Andrea Chiarvesio
Andrea Chiarvesio (Torino, 19 luglio 1970) è un autore di giochi italiano. Noto soprattutto per il successo ottenuto con il gioco da tavolo Kingsburg.

## Biografia
Incomincia a lavorare nel campo del gioco per la filiale italiana della Wizards of the Coast nel 1998, come responsabile dei tornei di Magic: l'Adunanza. Dal 2002 fino al 2005 lavora alla Upper Deck per occuparsi del lancio dell'edizione italiana di Yu-gi-oh!.
Dal 2006 incomincia a lavorare come freelancer come autore di giochi, sviluppando suoi progetti originali, spesso in collaborazione con altri autori. Il primo gioco che pubblica è Quack Cards per la Dal Negro, un gioco di carte che simula un giorno nella vita di Paolino Paperino, ma il grande successo arriva nel 2007 con Kingsburg, sviluppato con Luca Iennaco, che vince il premio Best of Show 2008 del Lucca Comics & Games con l'edizione italiana di Stratelibri e candidato per l'Origins Award con l'edizione statunitense della Fantasy Flight Games.
Negli anni successivi pubblica nuovi giochi ogni anno, spesso sviluppati in collaborazione con altri autori, per esempio l'anno successivo sviluppa il gioco di carte collezionabili Wizards of Mickey basato sull'omonima saga a fumetti dei personaggi Disney Nel 2010 pubblica Olympus un gioco da tavolo ambientato nell'antica Grecia e nel 2013 in collaborazione con Pierluca Zizzi pubblica Arcanum un gioco che utilizza un mazzo di Tarocchi.
Nel 2017 entra nella CMON come game designer.

## Ludografia
- Quack Cards, Dal Negro,	2006
- Con Luca Iennaco, Kingsburg, Stratelibri, 2007
- Con Andrea Bolognini, Matteo Borghi e Francesco Soncini Sessa, Vendemmia!, 2007
- Con Stefano Ambrosio e Gianluca Santopietro, Wizards of Mickey, New Media Publishing, 2008
- Con Damiano Alfieri, Alex Bertani e Fortunato Cappelleri, Crazy Office, Panini Games, 2008
- Con Luca Iennaco, Olympus, Stratelibri, 2010
- Reigns at War, Planplay, 2010
- Con Pierluca Zizzi, Arcanum, Lo Scarabeo e	Heidelberger Spieleverlag, 2011
- Con Pierluca Zizzi, Movie Trailer, Oliphante, 2012[4]
- Con Luigi Cecchi, Drizzit: il gioco di carte, Post Scriptum e Raven Distribution, 2014
- Con Pierluca Zizzi, Hyperborea, Asterion Press, 2014
- Con Gianluca Santopietro, Kingsport Festival, Giochi Uniti e Cobblepot Games, 2014
- Richard I, District Games, 2014
- Con Pierluca Zizzi, Signorie, What's Your Game, 2015
- Con Pierluca Zizzi, Dungeon Heroes Manager , Giochi Uniti, 2016
- Orkensturm, Ulisses Spiele, 2015
- Richard the Lionheart, CMON, 2017
- Con Maurizio Favoni, Warstones, Red Glove, 2017
- Con Christian Giove, Kingsburg The Dice Game, Giochi Uniti, 2018
- Con Fabio Tola, Wacky Races, CMON, 2019[5]. Un gioco di corsa basato sull'omonimo cartone.
- Con Eric M. Lang, Munchkin Dungeon, CMON, 2020. Il gioco da tavolo ufficiale del gioco di carte Munchkin.
- Con Eric M. Lang, Marvel United, CMON & Spinmaster, 2020. Un innovativo gioco cooperativo ambientato nell'Universo Marvel.

## Premi e riconoscimenti
Ha vinto tre volte il Best of Show di Lucca con Kingsburg (miglior gioco da tavolo e Best of the Best, 2007) , Wizards of Mickey (miglior gioco collezionabile 2008) e Olympus (miglior gioco da tavolo 2010). Inoltre Kingsburg è stato candidato per l'Origins Award 2008 per il miglior gioco da tavolo.